# Jugendwettkämpfe der Freundschaft
Als Jugendwettkämpfe der Freundschaft wurden regelmäßig ausgetragene Wettkämpfe im Nachwuchs-Leistungssport der Länder des Ostblocks bezeichnet.
Sie wurden nach den Olympischen Winterspielen 1964 – zunächst unter dem Titel Olympische Hoffnungen –  von den Sportleitungen der sozialistischen Länder begründet und später in Wettkämpfe der Freundschaft umbenannt. Ab 1965 begannen sie mit internationalen Wettkämpfen der Leichtathletik und für Geräteturnen, später wurden alle weiteren olympischen Disziplinen integriert. Die Wettkämpfe wurden im Wechsel von den teilnehmenden Ländern ausgerichtet. Das Projekt war in erster Linie für den Nachwuchssport gedacht und sollte laut Statut "die Sportjugend der Länder der sozialistischen Staatengemeinschaft einander näher bringen" und "die sportlichen Leistungen der jungen Sportler der sozialistischen Länder verbessern".

## Ergebnisse (Auswahl)
- Badminton
- Fußball
- Leichtathletik
- Turnen
- Kanurennsport